# Устянська сільська рада (Снятинський район)
| Устянська сільська рада — колишній орган місцевого самоврядування у Снятинському районі Івано-Франківської області з адміністративним центром у с. Устя. Водоймища на території, підпорядкованій даній раді: річка Прут. Сільській раді підпорядковані населені пункти: - с. Устя - с. Орелець - с. Тулова |

## Склад ради
Рада складається з 24 депутатів та голови.

### Керівний склад ради
| ПІБ                             | Основні відомості                                                 | Дата обрання | Дата звільнення |
| ------------------------------- | ----------------------------------------------------------------- | ------------ | --------------- |
| Ладинський Віктор Володимирович | Сільський голова, 1982 року народження, освіта, безпартійний      | 26.03.2006   | 21.03.2010      |
| Томащук Степан Богданович       | Сільський голова, 1956 року народження, освіта вища, безпартійний | 31.10.2010   |                 |

Примітка: таблиця складена за даними джерела